# Stereofonie

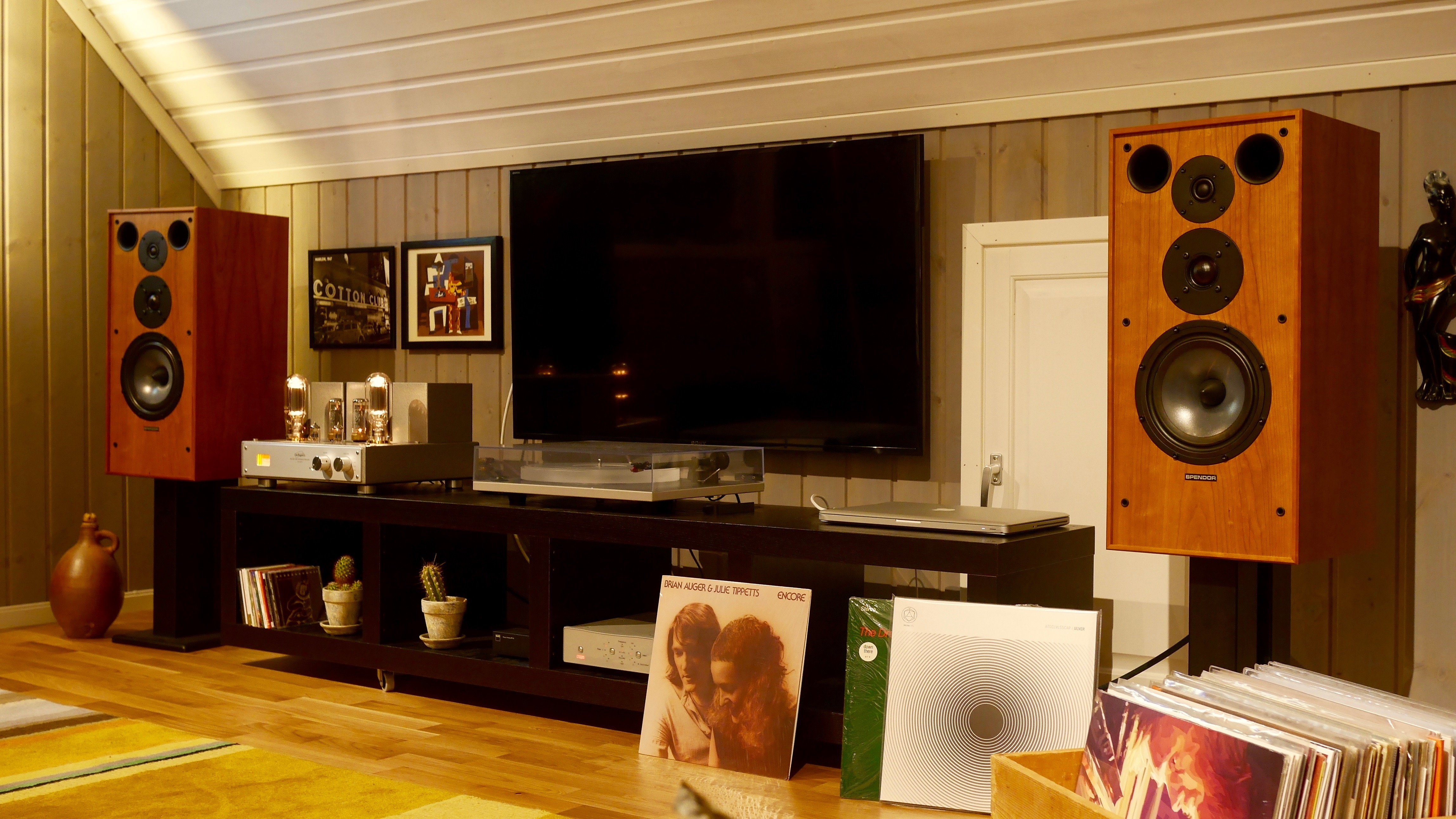
Klassischer Anwendungsfall der Stereophonie ist eine Stereoanlage bzw. HiFi-Anlage zum Anhören von musikalischen Werken im Privatbereich.

Mit Stereofonie (von altgriechisch στερεός stereos, deutsch ‚hart, starr‘ und φωνή fōnē ‚Laut‘, ‚Ton‘) werden Techniken bezeichnet, die mit Hilfe von zwei oder mehr Schallquellen einen räumlichen Schalleindruck beim natürlichen Hören erzeugen.

## Geschichte
Die frühesten Vorläufer der Stereotechnik gehen auf den französischen Flugpionier und Erfinder Clément Ader zurück. Während der Internationalen Elektrizitätsausstellung 1881 ließ er Opernaufführungen mehrkanalig elektrisch in einen entfernten Raum übertragen, wo diese Signale über Telefonhörer abgehört werden konnten. Ader nannte sein System „Théatrophone“.
Der Ingenieur Heinrich Kluth-Nauen entwickelte 1925 ein Gerät, das aus einem Mono-Signal durch eine 180°-Phasendifferenz einen räumlichen Eindruck erzeugte. Er nannte es „Stereophon“.
Ab 1930 entstanden in den USA erste Tonaufnahmen, bei denen dieselbe Aufführung von zwei Mikrofonen an unterschiedlichen Positionen aufgenommen wurde, und die sich später zu Stereoaufnahmen zusammenfügen ließen. Es ist allerdings nicht überliefert, ob mit diesen Aufnahmen bereits eine stereophonische Wiedergabe beabsichtigt wurde oder man nur unterschiedliche Mikrofonpositionen ausprobieren wollte.
Alan Dower Blumlein, Elektroingenieur und Erfinder in der Forschungsabteilung bei EMI, begann 1931 mit Experimenten zu von ihm „binaural“ genannten Aufnahmetechniken, zunächst mit Sprache. Im Zuge dieser Experimente meldete er eine ganze Reihe von Patenten an, darunter mehrere Stereo-Mikrofonverfahren die heute als Standard gelten: AB, XY und MS. Das heute als „Blumlein-Verfahren“ bekannte, koinzidente System aus zwei winkelversetzten Mikrofonen mit Achtercharakteristik ist zwar ihm zu Ehren benannt, scheint aber nicht von ihm erdacht worden zu sein. Blumlein war ebenfalls maßgeblich an der Entwicklung der Schneidestichel beteiligt, um binaurale Signale auf Schellack-Platte aufzeichnen zu können. Anfang 1934 waren die „Abbey Road Studios“ der EMI mit der „binauralen“ Technik betriebsbereit und die ersten Experimente mit Musik wurden am 11. und 12. Januar 1934 durchgeführt. Wenige Tage später, am 19. Januar 1934, entstand ebenfalls dort die Aufnahme einer Probe unter Leitung von Sir Thomas Beecham mit dem London Philharmonic Orchestra auf insgesamt neun Platten. Geprobt wurde Mozarts Symphonie Nr. 41 „Jupiter“ (KV 551).
Walt Disney brachte seinen Zeichentricklangfilm Fantasia (1940) in „Fantasound“, einem frühen stereofonischen Tonverfahren heraus, das zur damaligen Zeit aber nur die wenigsten Kinos wiedergeben konnten.
1944 machte die Reichs-Rundfunk-Gesellschaft in Berlin erste Stereo-Aufnahmen auf Magnetband mittels Magnetophon. Dabei entstanden erste Aufnahmen in Zusammenarbeit mit dem Dirigenten Herbert von Karajan.
Möglicherweise hat Blumleins Nutzung des Begriffs „binaural“ in seinen Patenten die weitere Verbreitung dieses Begriffes behindert, um Patentansprüchen auszuweichen. Nach der schnellen Durchsetzung der Magnetbandtechnik in der industriellen Tonträgerproduktion in den 1950er Jahren hat sich der Begriff „stereo“, abgeleitet von der visuellen Technik der Stereoskopie, durchgesetzt.
Sidney Frey, Chef des Plattenlabels Audio Fidelity Records, brachte 1957 die erste Stereo-Schallplatte heraus: Auf der einen Seite waren Eisenbahngeräusche zu hören, auf der anderen Seite Dixieland Jazz mit den Dukes of Dixieland. In den ersten Jahren gab es erhebliche Probleme bei der Standardisierung und auch bei der Qualitätssicherung in der Plattenproduktion.
Die Beatles zum Beispiel nahmen anfangs ihre Songs mit einer Art der „Stereotechnik“ auf, die genauer betrachtet zweimal „Mono“ ist. Die Instrumentalbegleitung wurde auf einen Kanal und der Gesang auf den anderen Kanal gelegt. Das hat recht wenig mit Stereo zu tun, außer dass aus jedem Lautsprecher etwas Verschiedenes herauskam. Ebenfalls aus dieser Zeit ist der Begriff „Ping-Pong-Stereo“ bekannt und bezieht sich auf eine Aufnahmetechnik, die Instrumente von links nach rechts – oder umgekehrt – wandern lässt. Dieses war insbesondere in der Frühzeit der Stereoaufnahmetechnik bei populärer Musik gefragt: Eine Stereoanlage war in den frühen 1960er Jahren ein Statussymbol – und man wollte schließlich den Effekt auch deutlich hören und im Freundeskreis stolz vorführen.
Der Hörfunk stellte dem immer attraktiver werdenden Programmangebot des Fernsehens die technische Innovation des Zweikanaltons entgegen. Für die UKW-Sender (FM) in der BRD wurde auf der 25. Großen Deutschen Funk-Ausstellung in Berlin am 30. August 1963 die FM-Stereofonie eingeführt. 1967/68 betrieb jede Landesrundfunkanstalt mindestens ein UKW-Sendernetz stereophon. Damit konnte Hörfunk in einer besseren Tonqualität ausgestrahlt werden, als es beim Fernsehen möglich war. Weitere qualitative Vorteile erzielte der Hörfunk 1973 mit der Einführung der binauralen Tonaufnahme. Diese „Kunstkopf-Stereofonie“ konnte sich aber nicht durchsetzen.
Zu Anfang der 1970er Jahre wurden Monoaufnahmen aus Verkaufsgründen „verstereofoniert“, also ein künstliches Stereosignal erzeugt, was mit Pseudostereofonie oder auch mit „Electronic Stereo“ bezeichnet wurde. Ein dafür häufig verwendetes Verfahren ist die Methode nach Lauridsen-Schodder oder mehrkanalige Version derselben.
Eine Untergruppe der Stereophonie stellt die Stereo-Erweiterung dar. Sie lässt das Stereo-Klangfeld breiter und die Klänge, die damit bearbeitet wurden plastischer klingen.
Hier haben in den 1980er Jahren zwei Varianten auf sich aufmerksam gemacht:
- Holophonics (prominent umgesetzt u. a. für: Pink Floyd – The final cut / Roger Waters – The pros and cons of hitch hiking)
- Q-Sound (prominent eingesetzt u. a. für: Madonna – Immaculate Collection / Roger Waters – Amused to Death)

## Grundlagen

Zeichen für Stereo (2.0-Sound) auf DVD-Hüllen

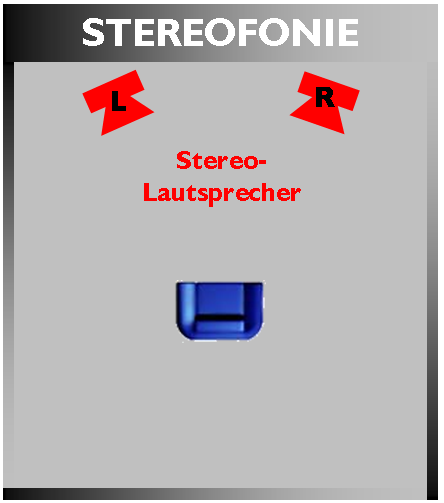
Schematische Darstellung der Stereofonie

Im einfachsten Fall erfolgt die horizontal verteilte Abbildung allein durch Pegelunterschiede Δ L oder durch Laufzeitunterschiede Δ t der beiden Lautsprechersignale. Die Abbildung der Tiefenstaffelung beruht auf Ausnutzung von frühen Reflexionen und auf Klangverfärbungen durch blauertsche Bänder, um bei der Abbildung „diffus und präsent“ herauszuarbeiten und räumliche Tiefenabbildung aus dem Verhältnis von Direktschallanteilen D und Raumschallanteilen R sowie Pegeldifferenzen herauszustellen.
Beim Hören wird das psychoakustische Phänomen ausgenutzt, dass der Mensch mit seinen Ohren auf Grund von interauralen Pegel-Unterschieden (Interaural Level Difference, ILD) und Laufzeit-Unterschieden (Interaural Time Difference, ITD) die Richtung von Schallquellen lokalisieren kann. Gute Hörbedingungen bei der Stereo-Lautsprecherwiedergabe bringt die Aufstellung im Stereodreieck. Der individuelle Ohrabstand des Menschen spielt bei Lautsprecherstereofonie keine Rolle, wohl aber bei der binauralen Aufnahmetechnik (Kunstkopf-Stereofonie), die allein für Kopfhörerwiedergabe geeignet ist:

Die Kunstkopf-Stereofonie mit den interauralen Signaldifferenzen konnte sich nicht durchsetzen, da zu deren Wiedergabe zwingend Kopfhörer erforderlich sind. Zwar können normale Stereosignale mittels Kopfhörern wiedergegeben werden, nicht jedoch Kunstkopf-Aufnahmen mittels Lautsprechern; Letzteres führt zu Klangverfärbungen und fehlerhaftem oder fehlendem Stereoeindruck, da die mit dem Kunstkopfmikrofon gewonnenen inneren Ohrsignale nicht mit den Lautsprechersignalen gleichzusetzen sind. Das heißt: ILD und ITD sind nicht gleich Δ L und Δ t. Die Ohren des Hörers bilden aus den Signalen der Stereolautsprecher die eigenen Ohrsignale mit der persönlichen HRTF (Head Related Transfer Function – Übertragungsfunktion des eigenen Kopfes).

## Akustische Aspekte
Es gibt mehrere Verfahren, um Stereosignale für die Lautsprecherstereofonie aufzuzeichnen. Man unterscheidet bei der Mikrofonierung insbesondere zwischen Laufzeit-Stereofonie und Intensitätsstereofonie (Pegeldifferenzstereofonie). Mischformen bezeichnet man als Äquivalenzstereofonie.
Bei der Intensitätsstereofonie werden zwei Mikrofone verwendet, deren Richtwirkung so ausgenutzt wird, dass die Pegeldifferenz der Signale auf den beiden Kanälen eine bestimmte Hörereignisrichtung bei der Wiedergabe auf der Stereo-Lautsprecherbasis hervorruft. Genauer sind es allein die Schalldruckunterschiede, die hier wirksam sind und welche die Richtung der gehörten Phantomschallquelle bestimmen. Wird ein Tonsignal auf zwei Stereolautsprecher identisch verteilt, so nimmt der Hörer eine Phantomschallquelle genau aus der Stereomitte (Center) wahr. Wird nun das Signal auf einem Lautsprecher im Pegel erhöht, so wandert die Phantomschallquelle in Richtung dieses Lautsprechers, bei einer Pegeldifferenz von etwa 18 dB (16 dB bis 20 dB) nimmt der Hörer eine vollständige Auslenkung aus der Richtung der Lautsprecher wahr. Die einfachsten Hauptmikrofonaufstellungen sind hier X/Y-Stereofonie (zwei Nierenmikrofone mit dem entsprechenden Achsenwinkel zueinander, aber dicht am selben Ort) und MS-Stereofonie (Kugelmikrofon für die Mono-Summe (M) und Achtermikrofon für das Links/Rechts-Differenzsignal (S), über eine elektronische Matrix zu Links und Rechts gemischt). Siehe hierzu Richtungsmischer und Panpot. Mit der Pegeldifferenzstereofonie erzeugt man bei der Lautsprecherwiedergabe die größte Lokalisationsschärfe der Phantomschallquellen.
Bei der Laufzeit-Stereofonie werden zwei Mikrofone mit einem gewissen Abstand voneinander, der Mikrofonbasis, aber auch in einem gewissen Abstand von der Schallquelle aufgestellt, so dass Schallereignisse abhängig von ihrer Position zu verschiedenen Zeitpunkten auf den beiden Kanälen als Laufzeitdifferenz Δ t aufgenommen werden. Wird ein Tonsignal auf zwei Stereolautsprecher identisch verteilt, nimmt der Hörer eine Phantomschallquelle genau aus der Stereomitte (Center) wahr. Wird nun das Signal auf dem einen Lautsprecher durch Laufzeitverzögerung verändert, so wandert die Hörereignisrichtung in die Richtung des anderen Lautsprechers. Bei einer Laufzeitdifferenz von etwa Δt = 1,5 ms (1 bis 2 ms) nimmt der Hörer eine vollständige Auslenkung (100 % Hörereignisrichtung) aus der Richtung eines Lautsprechers wahr. Durch die unterschiedliche Distanz der Mikrofone zur Schallquelle ergibt sich zumindest bei den mikrofonnahen Instrumenten allerdings immer auch ein gewisser Pegelunterschied. Die bekannteste Hauptmikrofonaufstellung ist die A/B-Stereofonie. Das sind zwei Kugelmikrofone in definiertem Abstand, der Mikrofonbasis, zueinander. Man unterscheidet „Klein-A/B“ etwa bei einer Basis kleiner als 35 cm (quasi Doppelkopf) und „Groß-A/B“ bei entsprechend größerer Basis. Dieser Wert ist nicht allgemein festgelegt.
Die Laufzeit-Stereofonie ergibt dabei einen besseren Raumeindruck des resultierenden Schallsignals, hat jedoch gegenüber der Intensitätsstereofonie die Nachteile, dass die Lokalisationsschärfe der Phantomschallquellen geringer ist und sich das Signal im Klang weniger kompatibel über Mono-Abspielgeräte wiedergeben lässt, da es durch die zeitlichen Verschiebungen zu Interferenz-Erscheinungen (Auslöschungen von bestimmten Frequenzen) kommen kann, die den Klangeindruck verfälschen (Mono-Inkompatibilität).
Mischformen, die nach dem Prinzip der Äquivalenzstereofonie Lokalisationsinformationen sowohl über Laufzeit- als auch über Pegeldifferenzen enthalten, versuchen, die Vorteile beider Verfahren zu verbinden. Bekannte Mikrofonaufstellungen sind hier beispielsweise ORTF und NOS.
Als eine seltene Aufnahmemethode sei hier noch an die Kunstkopf-Aufnahmetechnik erinnert. Dabei wird die Form eines menschlichen Kopfes nachgebildet, und an Stelle der beiden Ohren werden die Mikrofone angebracht. Diese Aufnahmetechnik zeichnet das Schallsignal etwa so auf, wie der Mensch es direkt an seinen Trommelfellen hört. Wird diese Aufnahme wie vorgesehen mit einem Kopfhörer abgehört (Kopftrennung), so empfängt der Hörer wieder das ursprüngliche Schallereignis an den Ohren und kann die Richtungen der Geräusche lokalisieren, wobei die genaue Vornelokalisation nicht immer gelingt. Verbessert werden kann die Wiedergabe von Kunstkopfaufnahmen durch eine Anpassung an die individuelle HRTF, also der Kopfübertragungsfunktion des Hörers, sowie über ein sogenanntes Head-Tracking, bei dem die Bewegungen des Kopfes in die Berechnung der Kopfübertragungsfunktion mit einbezogen werden. Eine Spezialform dieses Verfahrens ist die Echtkopf-Stereofonie, bei der eine Person Mikrofone im Gehörgang trägt. Binaurale Aufnahmen, also Kunstkopf-Aufnahmen sind aber generell nicht zur Wiedergabe in der Form der üblichen Lautsprecher-Stereofonie gedacht.
Es ist leicht ersichtlich, dass Aufnahmeverfahren, die Mischformen zwischen Lautsprecher- und Kopfhörerstereofonie darstellen, in der Praxis nicht zufriedenstellend funktionieren können. Einige davon, wie etwa die Jecklin-Scheibe (Mikrofonabstand jetzt 35 cm), werden jedoch bisweilen von Amateuren verwendet.
Wird eine Tonaufnahme (die nicht mit einem Kunstkopf aufgenommen wurde) über zwei Stereo-Lautsprecher wiedergegeben, die sich in einer Ebene vor dem Hörer befinden, so entsteht im Raum eine Schallfeldüberlagerung, die auf der Mittellinie zwischen den Lautsprechern einen Stereo-Höreindruck erzeugt. Das ist das gleichseitige „60°-Stereodreieck“. Der Zuhörer sollte sich idealerweise im „sweet-spot“ in der Mitte vor den Stereo-Lautsprechern befinden.
Werden mehrere Lautsprecher nebeneinander angeordnet, die jeweils eine definierte Mischung des Rechts- und Links-Signals wiedergeben, so kann dadurch der Bereich vergrößert werden, in dem der Hörer den räumlichen Höreindruck wahrnehmen kann. Das kann beispielsweise im Kino bei größeren Lautsprecherabständen der Fall sein.

## Übertragungstechnik

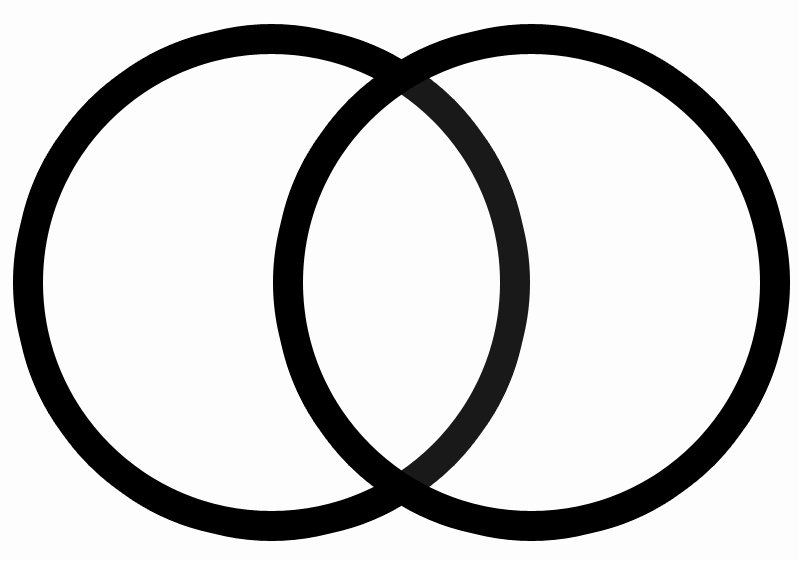
Symbol für Stereo in Programmzeitschriften

Die ersten Schallplatten mit Stereo-Aufnahmen waren in Deutschland seit 1958 erhältlich. 1964 begann die Rundfunk-Übertragung mit Stereo-Ton auf FM/UKW (Pilotton-Multiplexverfahren), Anfang der 80er Jahre bekamen Fernsehsendungen auch Stereo-Ton. Durch geeignete Verfahren wurde sichergestellt, dass die neuen Signale zu den Mono-Signalen kompatibel waren, um sie weiterhin auch mit den alten Geräten wiedergeben zu können. Inzwischen gelang es auch, Stereo-Übertragungen im Lang-, Mittel- und Kurzwellenbereich durchzuführen (AM-Stereo) und in Stereo zu telefonieren.

## Stereo in der Popmusik

Sinnbild nach IEC 60417 für Stereofon

Bei Popmusik-Studioproduktionen werden die einzelnen Klangelemente (Gesang, Instrumente, …) in einzelnen Spuren (Tracks) getrennt voneinander und nacheinander aufgenommen. Bei der Abmischung des Materials wird dann für jeden Track mittels des Panoramareglers (auch Panpot genannt, von Panorama und Potentiometer) die Position im Stereobild eingestellt. Tontechniker bezeichnen diese Art der Aufnahme und Mischung als Knüppelstereofonie. Für den Gesang ist es üblich, diesen genau in der Mitte zu positionieren, d. h. die Stimme erklingt aus beiden Lautsprechern gleich laut. Zusätzlich kann ein künstlicher Raumklang (Nachhall) dazugemischt werden.

## Stereo in der Praxis
Um einen guten stereofonen Klangeindruck zu erleben, müssen eine Reihe von Bedingungen erfüllt sein:
- Beide Lautsprecher sollten gleich weit von der Rückwand und den Seitenwänden des Raumes entfernt stehen. Insbesondere Standlautsprecher sollten nicht zu nahe an der Wand stehen.
- Der Sitzplatz des Hörers sollte sich an der Spitze eines gleichseitigen Dreiecks befinden, das von ihm und den Lautsprechern gebildet wird. Praktisch heißt das, der Abstand der Lautsprecher untereinander sollte dem Abstand des Zuhörers von jedem der Lautsprecher entsprechen. So erhält man einen Abhörwinkel von ±30° = 60°.
- Die Lautsprecher müssen in Richtung des Zuhörers zeigen. Dabei ist es sinnvoll, auf die Abstrahl-Achse zu achten, da es unterschiedliche Ausprägungen in der Hochton-Lautstärke der Lautsprecher gibt (30°-Zone). Bei stark bündelnden Lautsprechern sollten sie nach innen stehen.
- Die Hochtöner sollten auf die Ohren des Hörers gerichtet sein. Dazu können sie in Ohrhöhe platziert sein oder auch tiefer/höher und entsprechend gekippt stehen, damit der Direktschall die Ohren erreicht – Reflexionen von den Wänden aber nicht mehr sofort in Ohrhöhe reflektieren.
- Der Raum soll ein sinnvolles Maß an Dämpfung besitzen (geringer Hall, geringe Reflexionen an Wänden).

Zwar befindet sich heute in den meisten Haushalten, Schulen oder Konferenzräumen eine Stereo-Wiedergabemöglichkeit, die genannten Bedingungen sind aber aufgrund der räumlichen Gegebenheiten nur selten erfüllt. Oft werden die Lautsprecher ungünstig platziert oder es treten unerwünschte Reflexionen an Wänden auf, so dass hier Abstriche zu machen sind.
Tragbare Stereogeräte (Radiorekorder, auch „Ghettoblaster“ genannt) haben die Lautsprecher fest in 20 bis 30 cm Entfernung voneinander eingebaut. Zwar ist die Wiedergabe stereofon, jedoch müsste der Zuhörer für einen guten Stereoeindruck seinen Kopf unmittelbar vor das Gerät halten. Bei transportablen Geräten mit geringem Lautsprecherabstand wird daher oft eine elektronische Basisverbreiterung oder Basisbreitenvergrößerung (auch „3D-Stereo-Effekt“ genannt) angewendet. Dazu wird ein Teil der hohen Frequenzen jedes Kanals gegenphasig (also verpolt) dem jeweils anderen Kanal zugemischt. Aufgrund der Laufzeit-Diskriminierung der Ohren entsteht dann der akustische Eindruck, dass die Lautsprecher weiter auseinanderlägen, beziehungsweise wird das Richtungshören auch bei größerem Hörabstand verbessert.
Viele Heimkinoanlagen nutzen den Effekt, dass der Abstrahlort tiefer Frequenzen (unter ca. 100 Hz, variierend je nach Aufstellung und örtlichen Gegebenheiten) für den Stereo-Richtungseindruck unerheblich ist. Sie besitzen deshalb nur einen einzigen Lautsprecher (Subwoofer) zur Tiefenwiedergabe, der die Tieftonanteile aller Verstärkerkanäle wiedergeben kann und dessen Aufstellungsort die Stereofonie nicht signifikant beeinflusst. Die Boxen zur Wiedergabe der übrigen Frequenzen (Satelliten) können kleiner ausfallen, da sie weniger Tieftonanteile wiedergeben müssen; sie werden an relativ zum Hörer festgelegten Orten aufgestellt und sorgen für den Stereofonieeffekt.